# 瑪麗亞·特蕾莎 (波旁-兩西西里)
波旁-兩西西里的瑪麗亞·特蕾莎（義大利語：Maria Teresa di Borbone-Due Sicilie，1867年1月15日—1909年3月1日），霍亨索倫親王妃，1905年至1909年在位。
瑪麗亞·特蕾莎的祖父是兩西西里國王費迪南多二世的兒子，外祖父是巴伐利亞的馬克西米利安·約瑟夫公爵。著名的奧地利皇后伊麗莎白是瑪麗亞·特蕾莎的阿姨。

## 家庭
1889年，瑪麗亞·特蕾莎與霍亨索倫親王利奧波德的長子威廉結婚，兩人共有2子1女：
1. 奧古斯塔·維多利亞（1890年—1966年），葡萄牙末代國王曼紐二世退位後的妻子
2. 腓特烈（1891年—1965年）
3. 法蘭茲·約瑟夫（英语：Franz Joseph, Prince of Hohenzollern-Emden）（1891年—1964年）